# Мата д’Альбре

Виконтство Тартас на карте Гаскони

Мата д’Альбре (Mathe d’Albret) (ум. после 30 августа 1338) — виконтесса Тартаса, дама Бержерака, Монтиньяка, Монкю, Жансака, Миремона и Кастельморона.
Старшая дочь Аманьё VIII д’Альбре и Розы де Бур.
Отсутствует в завещании матери, датированном 16 февраля 1297 года, что позволяет предположить, что она в то время ещё не родилась. Но тогда к первому замужеству была ещё ребёнком (брачный контракт от 5 января 1309, жених — Арно Раймон, виконт де Тартас).
Этот брак был бездетным. Арно Раймон умер в 1312 г. Перед этим он продал свои владения тестю, который, в свою очередь, уступил их дочери.
Вторым мужем Маты д’Альбре был Эли Рудель II, сеньор де Бержерак, де Монтиньяк и де Понс (брачный контракт от 2 мая 1314). О детях ничего не известно.
Эли Рудель II де Бержерак умер раньше жены, и завещал ей свои владения.
Завещание Маты датировано 30 августа 1338 г. В нём она назначила своим наследником брата — Бернара Эзи V сира д’Альбре.